# Služba Windows
Služba Windows je v operačním systému Microsoft Windows speciální program, který je spuštěn dlouhodobě a není v přímém kontaktu s uživatelem (na rozdíl od běžných aplikací). Služba Windows se spouští při startu operačního systému, případně automaticky v případě potřeby nebo ručním zásahem uživatele. Koncept služeb Windows je obdobou unixového démona. 